# Immunisering
Immunisering (av nylatin immunizatio, av immun), innebär att man framkallar en ökad immunologisk reaktionsförmåga eller immunitet hos en individ mot ett främmande ämne eller organism. Framför allt sker detta genom att man tillför det aktuella ämnet till kroppen.